# Font de Sant Onofre
La Font de Sant Onofre és una font de Palau-saverdera (Alt Empordà) inclosa a l'Inventari del Patrimoni Arquitectònic de Catalunya.

## Descripció
És situada en un replà enlairat del vessant de ponent de Verdera, sota el castell de Sant Salvador, al peu mateix del Fitor i del Coll de Raïmeres. De fet, la font està ubicada a la mateixa esplanada on es localitza el santuari de Sant Onofre, a uns vint metres al nord-oest d'aquest.
L'estructura de la font es troba integrada dins d'un mur de pedra seca, que sosté el marge que delimita l'esplanada per la part nord-oest. Consta d'un petit espai de planta més o menys quadrada, cobert amb volta de mig punt construïda amb pedra sense treballar, disposada a cantell. Al costat de la font també es va construir un banc de pedra corregut. Tota la construcció ha estat encalcinada, de la mateixa manera que el santuari.
Tota la zona fou adequada l'any 1980, netejant la vegetació i condicionant-ne els accessos.

## Història
La documentació disponible sobre la font fa referència als treballs de conservació duts a terme durant el segle xx, els quals daten de l'any 1958. Es va reconstruir la font i la feixa de l'esplanada, a més a més de refer tota la teulada del santuari. El 10 de maig del 1958 es va realitzar una missa i un dinar de germanor per poder inaugurar així les noves millores realitzades.